# Tahmaz
Tahmaz (arab. طهماز) – wieś w Syrii, w muhafazie Hama. W 2004 roku liczyła 432 mieszkańców.